# Подводная лодка (сериал)
«Подводная лодка» (нем. Das Boot) — немецкий телесериал, снятый компанией Bavaria Fiction для телеканала Sky One и являющийся продолжением одноимённого фильма. В основе сюжета одноимённый роман 1973 года Лотара-Гюнтера Буххайма и его продолжение Die Festung, сериал посвящён событиям Второй мировой войны на море на различных подлодках U-boat, в битве за Атлантику и вторжении союзников в Италию, а также на суше, в Европе и Америке.

## Сюжет
Действие сериала начинается в конце 1942 года, через девять месяцев после событий фильма. Повествование делится на две части: на море и на суше, предоставляя несколько точек зрения на Вторую мировую войну. В первом сезоне специальная миссия в Америку приводит к тому, что на U-612 против капитана Клауса Хоффмана поднят мятеж, а французское Сопротивление через немецкую переводчицу Симону Штрассер сближается с СС в Ла-Рошели. Действие второго сезона происходит в 1943 году, после попытки капитана фон Райнхартца дезертировать в Америку с U-822, в то время как верность Хоффмана Германии подвергнута сомнению. В третьем сезоне война продолжает оказывать свое влияние на неожиданные территории, нейтральную Португалию и Киль, где базируются подлодки, а командующий Королевским флотом Суинберн преследует U-949 в Атлантике. В четвертом сезоне оппозиция Гитлеру набирает силу внутри Кригсмарине, и убежденность Хоффмана в необходимости спасти Германию приводит U-330 в самую гущу вторжения союзников в Италию.

## В ролях

### Появляются в нескольких сезонах[12][13][14][15][16]
- Август Витгенштейн — обер-лейтенант Карл Теннштедт (1-2)
- Бен Мюнхов — Лутц Ризенхофф (s1, U-612)
- Клара Понсо — Натали (s1)
- Флер Жеффье — Марго Босталь (s1-2)
- Франц Динда — Роберт Эренберг (s1-4; U-612, U-822 и U-949)
- Джеймс Д’Арси — Филип Синклер (s1)
- Йоахим Фоерстер — Ральф Грот (s1-2; U-612)
- Юлиус Фельдмайер — Ойген Штрелиц
- Леонард Шайхер — Франк Штрассер (s1-2; U-612 & U-822)
- Лиззи Каплан — Карла Монро (s1)
- Оливье Шантро — Эмиль Шарпантье (s1)
- Райнер Бок — фрегаттенкапитан Генрих Глюк (s1-4)
- Рик Окон — Клаус Хоффман (s1-4; U-612 и U-330)
- Роберт Штадлобер — Хинрих Лаудруп (s1-2; U-612 & U-822)
- Штефан Конарски — корветтенкапитан Ульрих Врангель (s1-2; U-113, U-612 и U-822)
- Тьерри Фремон — инспектор Пьер Дюваль (s1-2)
- Том Влашиха — Хаген Форстер (s1-3)
- Вики Крипс — Симона Штрассер (s1-2)
- Винсент Картайзер — Сэмюэль Гринвуд (s1-2)

### Появляются во втором сезоне[17]
- Клеменс Шик — корветтенкапитан Йоханнес фон Райнхартц (s2; U-822)
- Димитрий Шаад — Густав Эккерман (s2)
- Йозеф Конрад Бундшух — Юлиус Фишер (s2; U-822)
- Майкл Макэлхаттон — Томас О’Лири (s2)
- Поль Бартель — Анатоль Дежескьер (s2)
- Рошель Нил — Кассандра Ллойд (s2)
- Томас Кречман — Фридрих Бергер (s2)
- Ульрих Маттес — Вильгельм Хоффман (s2)

### Появляются в третьем сезоне[18]
- Флориан Панцнер — Альбрехт Лессинг
- Жуана Рибейру — Инес де Пина

## Производство
О начале разработки сериала стало известно в июне 2015 года. В июле 2016 года было объявлено, что сериал будет состоять из восьми эпизодов, его режиссером станет Андреас Прохаска. Сериал основан на одноимённой книге Лотара-Гюнтера Буххайма (1973) с добавлениями из «Die Festung» (1995).
Режиссер первого сезона Андреас Прохаска объяснил, что для сериала было важно сохранить антивоенную позицию и «исследовать вечную тему того, что война делает с людьми», но было бы невозможно сохранить «неустанное внимание оригинального фильма к команде подводной лодки… в течение восьми серий телесериала». Поэтому решение создателей начать действие сериала в конце 1942 года, «после того как союзники взломали немецкий код „Энигма“ и смогли отслеживать передвижение их подводного флота», позволило предсказать последствия этих событий не только для экипажей подлодок, но и для их близких и других людей, связанных с ними. Прохаска считает, что сериал «шагнул дальше, чем фильм», добавив сюжетную линию Сопротивления, и утверждает, что «это позволяет ввести сильных женских персонажей».
С 2020 года сериал снимается в разрешении 8K. Кинооператор Армин Францен объясняет, что преимущество разрешения 8K по сравнению с 4К заключается в отсутствии необходимости использовать широкоугольные объективы, такие как 21 мм, при съёмках в небольших закрытых помещениях подводных лодок. Благодаря использованию более длинных фокусных расстояний, таких как 29 мм, 35 мм и 50 мм, объекты при съёмке приближаются к камере, что позволяет зрителям «быть ближе к эмоциям персонажей», переживающих трагедию войны.
Съёмки первого сезона начались 31 августа 2017 года и завершились через 105 дней 20 февраля 2018 года.. Бюджет составил 33 миллиона евро. Съёмки проходили на Мальте, в Мюнхене, Ла-Рошели и Праге.
Съёмки второго сезона начались в апреле и завершились в июле 2019 года, снова проходили на Мальте, в Праге и Ла-Рошели, а также в новом месте — Англии.[49][50][51][52][53] В Англии, в частности, Ливерпуль и Манчестер были использованы для сцен, показывающих Нью-Йорк. Когда в 2020 году разразилась пандемия COVID-19 и съёмочная группа больше не могла ездить в пражские студии, часть постпроизводственных работ, таких как визуальные эффекты и сведение звука, была завершена в рамках удалённой работы.
Как и U-96, главная подводная лодка из фильма 1981 года, подводные лодки в сериале также относятся к типу VIIC. Подводная лодка, использовавшаяся при съёмках сериала, была копией, неспособной к погружению, построенной на Мальте как «модифицированная» S-33 для фильма U-571, также снятого на Мальте. Кадры, декорации и модели из этого фильма были повторно использованы в других фильмах и сериалах, включая «Подводную лодку», в сцене изображающую гибель USS Sailfish, и вымышленную HMS Scorpion в фильме Ghostboat. Реплика до сих пор находится на плаву, пришвартованная на судоремонтной верфи Кассар, во внутренней части Большой гавани. Для сериала мальтийские оружейники изготовили специальную установку, которая позволяла зенитному орудию субмарины вести огонь и показать отдачу, чего ранее не удавалось сделать с орудием, стреляющим холостыми патронами.
Декорации подводной лодки разработаны художником-постановщиком Ником Палмером и построены в студии Barrandov Studios в Праге. Её длина составляет 45 метров, ширина — 5 метров, площадь — 235 квадратных метров, и она способна имитировать движение подводной лодки в воде.
Как и культовая эмблема смеющейся рыбы-меч, украшавшая U-96 в фильме 1981 года, каждая лодка серии имеет эмблему по обе стороны от башни, которая, порой нелепо, представляет характер капитана и команды лодки. Эмблема U-113 Врангеля — скелет, первой лодки Хоффмана U-612 — скорпион, U-822 Рейнхартца — сокол, U-949 Бюхнера — канализационная крыса, лодки, потопленной Суинберном, — лиса, а последней лодки Хоффмана U-330 — таракан.
Сюжетный приём, использованный в фильме 1981 года, когда «охотник становится дичью», получает продолжение и в сериале. Другие приёмы из морской фантастики и документальной литературы включают: мятеж, суеверия моряков, одержимость в духе Ахава, а также ряд клише о подводных лодках, часто появляющихся в кино, а именно «клаустрофобия, пожар и затопление, скрипучие корпуса подлодок, истощающийся кислород, нестабильный член экипажа, … перископ POV, мнимая гибель, глубинные бомбы, бесшумное плавание» и неистовые призывы «Alarm!».

## Премьера и маркетинг
Премьера сериала состоялась 23 ноября 2018 года на канале Sky One в Германии. Права на трансляцию были проданы более чем в 100 стран ещё до премьеры.
По словам представителей компании Samsung, в 2020 году «сериал стал первым отечественным 8K-сериалом… [который был] запущен исключительно в разрешении 8K на Samsung TV Plus в Германии». В 2022 году потоковое вещание третьего сезона было доступно на телевизорах Samsung QLED 8K SmartTV через Sky Q в Германии.

## Восприятие
В Европе за первый месяц показа первого сезона, с 23 ноября по 16 декабря 2018 года, на канале Sky Deutschland было 1,44 млн зрителей, а на стриминговых платформах — ещё 2,8 млн. За пределами Европы один источник в США сообщил о 1,13 млн зрителей на телеканалах и 1,89 млн зрителей на стриминговых платформах.
На сайте Rotten Tomatoes фильм имеет рейтинг 85 % основанный на 34 отзывах. Консенсус критиков гласит: «„Подводная лодка“ обладает атмосферным давлением своего кинематографического предшественника, добавляя при этом новую глубину своему убедительному актёрскому ансамблю, что делает сериал захватывающим международным произведением».
Отзывы о первом сезоне из Германии были неоднозначными. Немецкий историк Свен Феликс Келлерхофф раскритиковал сюжет о семье Гринвуд и их финансовых связях с нацистской Германией как потенциально релятивизирующий немецкую вину. Кэтлин Хильдебрандт из Süddeutsche Zeitung считает, что изображение женщин было довольно клишированным, и сериал мог бы быть более актуальным, если бы не заботился так сильно о получении хороших зрительских отзывов. Томас Кляйн из Berliner Zeitung отметил, что сериал больше направлен на коммерциализацию известного бренда.
Ирландский писатель Колин Тиван, ставший ведущим сценаристом второго сезона, обнаружил, что «критики везде любят сериал, кроме Германии».
За пределами Германии отзывы были более благосклонными. Некоторые критики сочли первый сезон «умным и захватывающим», второй сезон — новаторским, перенёсшим жанр кино- и телефильмов о Второй мировой войне «в новое русло», а третий сезон — чувствительным к горю, пережитому обеими сторонами войны. По мнению Адама Свитинга из газеты i, сериал отличается от своего предшественника тем, что не вызывает ощущения клаустрофобии внутри подводной лодки, а предлагает вместо этого «прицел спутникового зрения». Во втором сезоне, в частности, эта перспектива показывает, как фон Райнхартц, Симона, Франк Штрассер и Марго Босталь реагируют на боль войны и идут на компромиссы, которые, как они знают, «разрушают душу», чтобы выжить и противостоять нацистам.
Анита Сингх из The Telegraph поставила фильму три балла из пяти и не впечатлилась сюжетом. Другие рецензии также были неоднозначными и негативно сравнивали его с оригинальным фильмом. Прохнов сказал: «Это не имеет абсолютно ничего общего с [фильмом]. Даже с книгой Гюнтера Буххайма… [Это] совершенно другая история, и, на мой взгляд, она не должна так называться [„Das Boot“]».